# 短尾鼹
短尾鼹（学名：Euroscaptor micrurus），一种分布于尼泊尔、印度、不丹及中国云南等地区的小型哺乳动物，隶属于鼹科东方鼹属。本种原分布于马来西亚的马来亚种现在已升级为独立物种－马来鼹（Euroscaptor malayanus）。